# 法斯恰峰

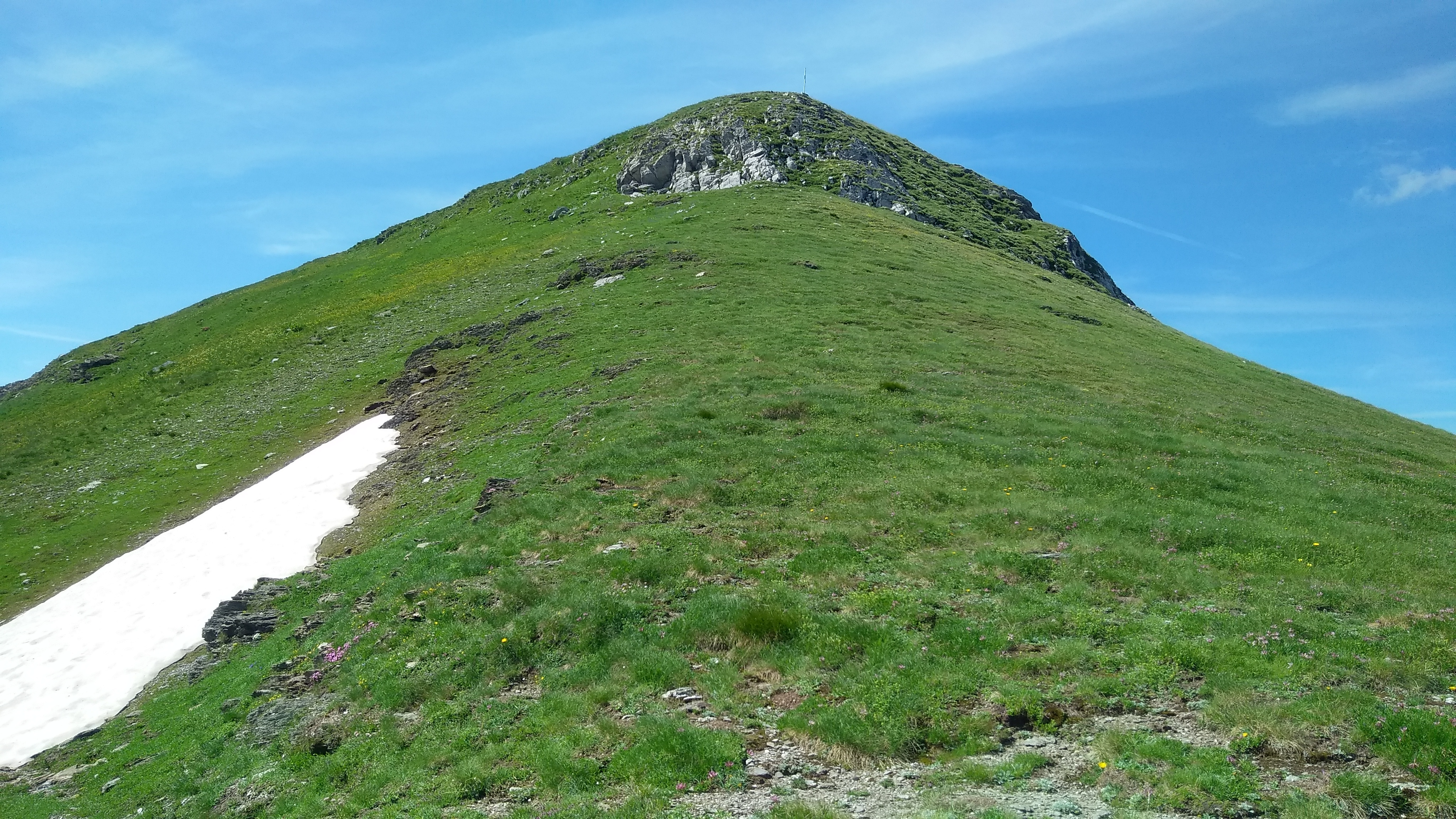

44°16′12″N 7°36′21″E / 44.269973°N 7.605758°E
法斯恰峰（義大利語：Cima della Fascia），是意大利的山峰，位於該國西北部，由皮埃蒙特大區負責管轄，屬於濱海阿爾卑斯山脈的一部分，該山峰海拔高度2,495米。